# Rejon bieżecki

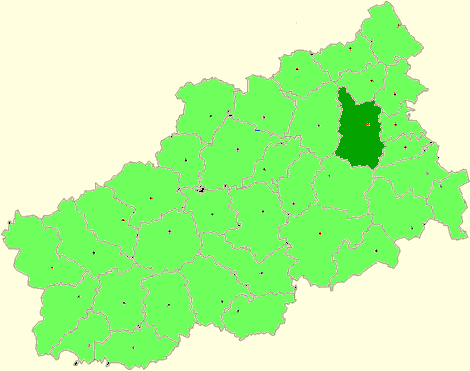
położenie rejonu w obrębie obwodu twerskiego

Rejon bieżecki, ros. Бежецкий район – rejon w zachodniej Rosji, w obwodzie twerskim.

## Położenie
Rejon, tak jak cały obwód twerski leży we wschodniej Europie, na terenie Niziny Wschodnioeuropejskiej.
Rejon bieżecki leży we wschodniej części obwodu twerskiego.

## Powierzchnia
Rejon ma powierzchnię 2810 km².
Teren ten stanowi dość płaska równina, stanowiąca część 
Niziny Wschodnioeuropejskiej.
Powierzchnię rejonu stanowią głównie lasy, złożone przede wszystkim z drzew liściastych (głównie osiki, brzozy i olchy) z domieszką gatunków iglastych (najczęściej świerku). W lasach tych żyją m.in. dziki, łosie, zające i lisy.
Na terenie rejonu, na zajmujących sporą część powierzchni obszarach podmokłych występują także skupiska roślinności bagiennej. Na obszarze tym znajdują się ponadto torfowiska. Dużą część powierzchni stanowią grunty orne i pastwiska.
W rejonie znajduje się pewna liczba jezior, głównie pochodzenia polodowcowego.
Przez obszar rejonu przepływają liczne większe i mniejsze rzeki i strumienie.
Zbiorniki wodne obfitują w ryby, spośród których najważniejsze znaczebie dla gospodarki mają leszcze, jazie, szczupaki i okonie.

## Ludność
W rejonie zamieszkuje ok. 43,5 tys. osób. Liczba ta w ostatnich latach spada w wyniku niskiego przyrostu naturalnego i emigracji zarobkowej do innych regionów Rosji, najczęściej dużych miast, zwłaszcza Moskwy.
Ponieważ wyjeżdżają głównie ludzie młodzi, średnia wieku mieszkańców rejonu jest dość wysoka.
Niemal całą populację rejonu stanowią Rosjanie. Większość ludności wyznaje prawosławie, istnieje także spora liczba niewierzących, pozostała po okresie przymusowej ateizacji za czasów Związku Radzieckiego.
Gęstość zaludnienia w rejonie wynosi 15,5 os./km².

## Stolica i ośrodki osadnicze
Ośrodkiem administracyjnym jest miasto Bieżeck, liczące 27.381 mieszkańców (1 stycznia 2005 r.). Jest ono jedynym ośrodkiem miejskim na terenie rejonu.
Poza nim na obszarze tej jednostki podziału administracyjnego znajduje się 404 punkty osadniczych - większych i mniejszych wsi, liczących od kilku do kilkuset mieszkańców.

## Gospodarka
Gospodarka rejonu, po rozpadzie ZSRR pogrążona jest w kryzysie.
Podstawowymi źródłami utrzymania dla mieszkańców rejonu jest praca w rolnictwie, przemyśle i usługach.
Głównym centrum gospodarczym i ośrodkiem przemysłowym na terenie rejonu jest jego stolica – miasto Bieżeck.
Także w innych większych ośrodkach osadniczych na terenie rejonu znajduje się drobny przemysł spożywczy, który stanowią niewielkie zakłady, zatrudniające po kilka - kilkanaście osób (jak piekarnie czy masarnie), produkujące głównie na rynek lokalny, a także niewielki przemysł włókienniczy (jak szwalnie) i budowlany.
Duże znaczenie w gospodarce rejonu odgrywa rolnictwo, któremu sprzyjają dość korzystne warunki klimatyczne i glebowe. Najczęściej uprawiane są rośliny pastewne, a także zboża, głównie pszenica i żyto, w mniejszym stopniu owies, a poza tym len, ziemniaki oraz warzywa, a także, na niewielką skalę - owoce.
Hodowla obejmuje głównie bydło a także trzodę chlewną i drób.

## Podział administracyjny
W skład rejon wchodzi 
14
mniejszych jednostek podziału terytorialnego – osiedli (ros. поселение), spośród których 13 stanowią osiedla wiejskie (obejmujące kilkanaście – kilkadziesiąt wsi), zaś 1 to osiedle o charakterze miejskim, obejmujące ośrodek administracyjny rejonu - Bieżeck.

## Klimat
W rejonie panuje klimat umiarkowany ciepły, o charakterze kontynentalnym. 
Zima jest dość chłodna, lecz niezbyt długa, zaś lato długie i ciepłe (średnia temperatura lipca to +17 - + 18°C).
W rejonie notuje się dość wysoki poziom opadów (ok. 650 mm), głównie w postaci deszczu, którego największe nasilenie przypada na przełom lipca i sierpnia.